# Elisabeth Stuart

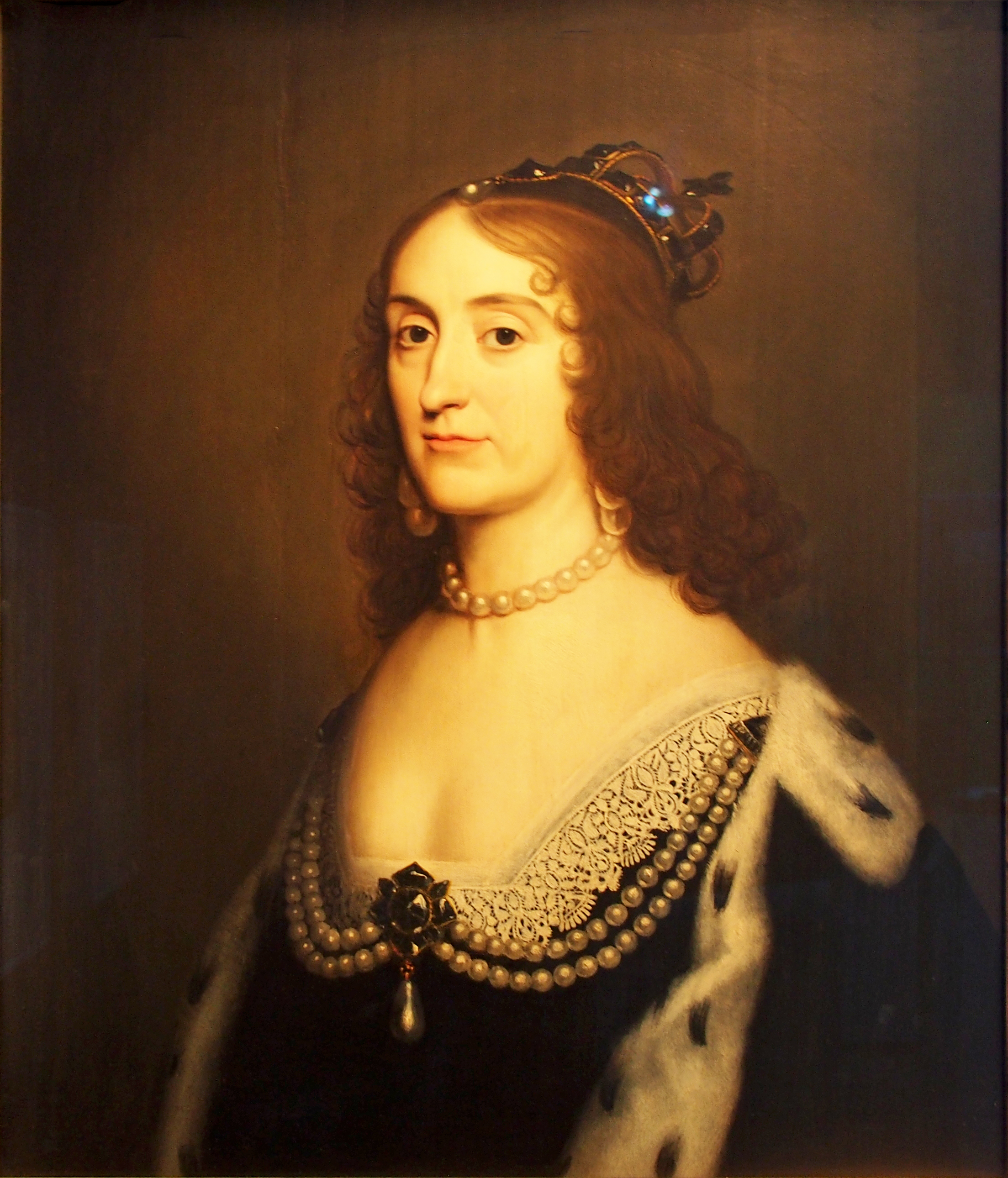
Elisabeth Stuart (um 1649)

Elisabeth Stuart (englisch Elizabeth Stuart; * 19. August 1596 im Falkland Palace, Fife, Schottland; † 13. Februar 1662 in Westminster, London) war Prinzessin von England und Schottland und durch ihre Heirat mit Friedrich V. von der Pfalz, dem Winterkönig, von 1613 bis 1623 Kurfürstin von der Pfalz sowie von 1619 bis 1620 Königin von Böhmen.
Weil sich Friedrich V. als böhmischer König nur ein Jahr lang zu behaupten vermochte, musste Elisabeth mit ihm 1621 ins Exil in die Niederlande gehen, wo sie 40 Jahre lebte. 1632 zur Witwe geworden, bemühte sie sich um die Rückgabe der Kurpfalz an ihren ältesten überlebenden Sohn Karl Ludwig; erst 1648 erhielt er sie in verkleinertem Umfang zurück. Nach der Restauration des Hauses Stuart konnte Elisabeth 1661 in ihre Heimat zurückkehren, wo sie im folgenden Jahr starb.

## Abstammung und Jugend

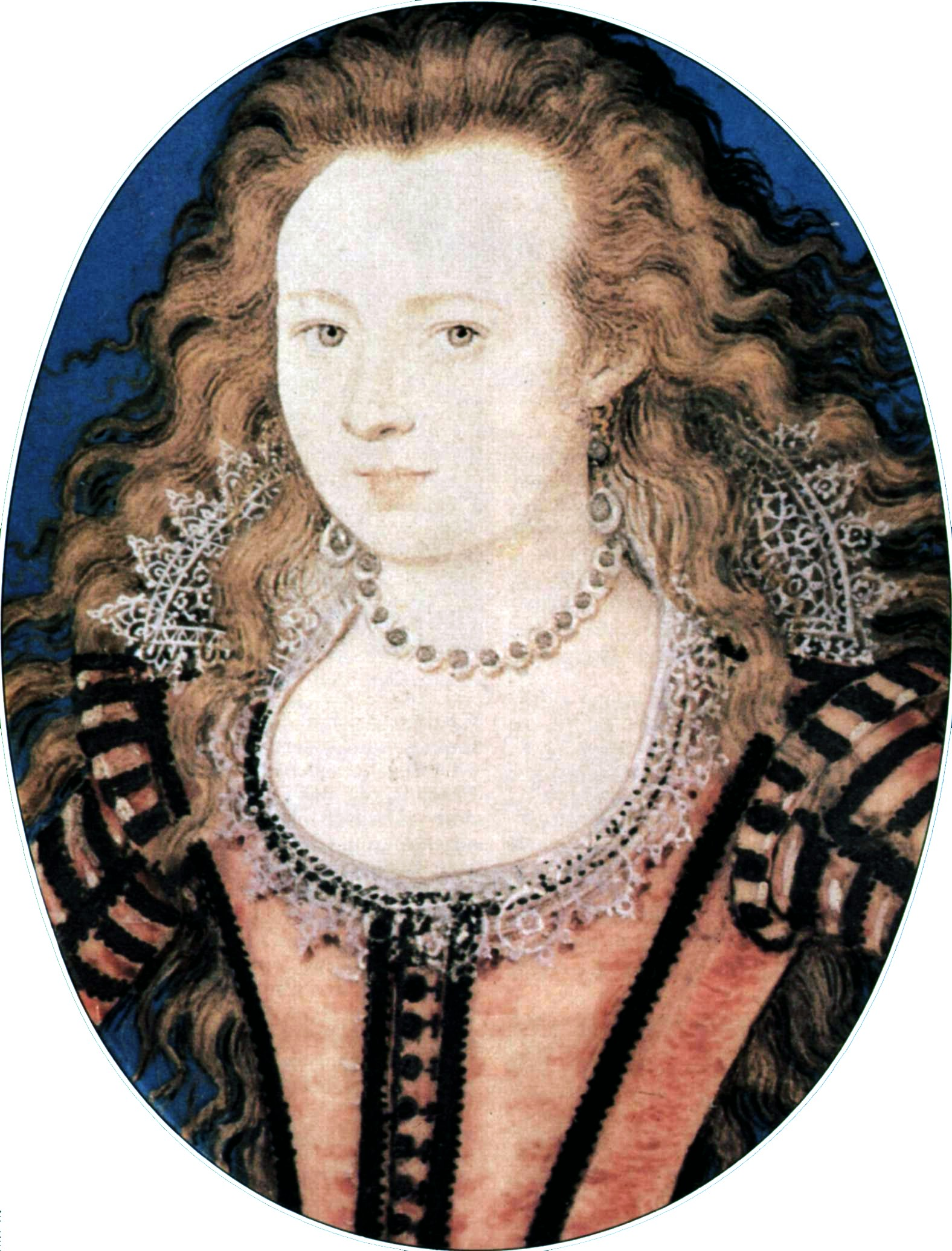
Elisabeth Stuart als junges Mädchen, von Nicholas Hilliard, um 1605–1610

Die im August 1596 geborene und am 28. November 1596 getaufte Elisabeth war die älteste Tochter König Jakobs VI. von Schottland und seiner Gattin Anna von Dänemark (1574–1619), einer Tochter König Friedrichs II. von Dänemark und Norwegen. Väterlicherseits war Elisabeth eine Enkelin der schottischen Königin Maria Stuart, die 1587 hingerichtet worden war. Neben mehreren als Kleinkinder verstorbenen Geschwistern hatte Elisabeth zwei das Kindesalter überlebende Brüder, von denen Henry Frederick älter, Karl (der spätere Karl I. von England) jünger als sie war. Ihren Namen erhielt sie nach Königin Elisabeth I.
Wie es damals für Königstöchter üblich war, wurde Elisabeth nicht von ihren Eltern, sondern von verschiedenen loyal zum Königshaus stehenden Adligen erzogen. Ihre frühe Kindheit verbrachte sie mit ihrer jüngeren, bereits einjährig verstorbenen Schwester Margaret im schottischen Linlithgow Palace bei Alexander Livingston, dem 7. Lord Livingston und seit 1600 1. Earl of Linlithgow, und dessen katholischer Gattin Helen Hay. Im März 1603 folgte ihr Vater Jakob VI. von Schottland als Jakob I. der verstorbenen Königin Elisabeth I. als König von England und Irland nach. Die sechsjährige Elisabeth kam mit ihrer Mutter im Juni 1603 nach England und erhielt zunächst die in zweiter Ehe mit Henry Brooke, 11. Baron Cobham verheiratete Lady Frances Howard zur Gouvernante. Nach der Entdeckung von Cobhams Verwicklung in den vermeintlich gegen die Regierung König Jakobs I. von England gerichteten Main Plot wurde Elisabeth im Oktober 1603 in die Obhut des streng protestantisch gesinnten Lord John Harington und dessen Gattin Anne gegeben und wohnte vorwiegend auf deren Gut Combe Abbey in Warwickshire. Das Ehepaar kümmerte sich eifrig um seinen neuen Schützling, und Elisabeth verlebte im Kreis ihrer Gespielinnen glückliche Jugendjahre. Sie erlernte unter anderem Schreiben, Reiten sowie die von ihr gut beherrschten Fremdsprachen Französisch und Italienisch. Einige an ihren Vater und ihren älteren Bruder gerichtete Notizen von der Hand der jungen Prinzessin blieben erhalten.
Im November 1605 versuchten britische Katholiken, Elisabeths protestantischen Vater und die englischen Regierungsmitglieder durch den sog. Gunpowder Plot zu ermorden. Die Verschwörer planten, sich Elisabeths zu bemächtigen und im Fall des Gelingens des Attentats entweder sie oder ihren jüngeren Bruder Karl als Monarchen auf Englands Thron zu setzen, der dann im katholischen Sinn hätte regieren müssen. Rechtzeitig gewarnt begab sich Lord Harington aber mit Elisabeth nach Coventry, dessen Einwohner sie zu verteidigen versprachen. Der Anschlag von Guy Fawkes und seinen Komplizen scheiterte auch insgesamt.
Ende 1608 zog Elisabeth an den von ihr bisher nur sporadisch besuchten Königshof, wo sie unter anderem im Hampton Court Palace und im Palace of Whitehall lebte. Sie freundete sich nun sehr eng mit ihrem Bruder Henry Frederick an und teilte dessen strenge protestantische Auffassung, die ihr von den Haringtons anerzogen worden war. Sie behielt ihre religiöse Überzeugung auch nach Henrys frühem Tod lebenslang bei, während ihr jüngerer Bruder Karl in dieser Hinsicht weniger strikt war.

## Heirat mit Friedrich V. von der Pfalz

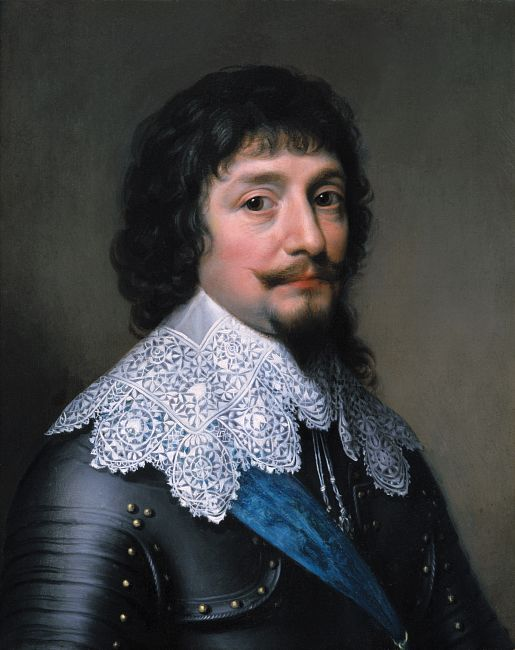
Friedrich V. von der Pfalz (etwa 1628/1632)

Bald kam es zu Plänen für eine angemessene Verheiratung Elisabeths. Die junge Prinzessin wurde von Besuchern des englischen Hofs als blondhaarige Schönheit beschrieben, die bereits zahlreiche Dichter inspirierte. Als Johan Skytte als Leiter einer schwedischen Delegation 1610 nach London kam, glaubte der englische Hof, König Karl IX. wolle für seinen Sohn Gustav Adolf um die Hand Elisabeths werben. Die Gesandtschaft wollte jedoch ausloten, wie viel Hilfe Schweden von Seiten Englands und den Niederlanden für einen Krieg gegen Russland, Polen und Dänemark erwarten konnte.
Zu den Heiratskandidaten von Elisabeth gehörten Friedrich Ulrich von Braunschweig-Wolfenbüttel, Otto von Hessen-Kassel und ein Sohn des Herzogs von Savoyen. Die englische Königin Anna zeigte sich zur Entrüstung des Prince of Wales Henry Frederick einer Ende 1611 angedachten katholischen Heirat ihrer Tochter mit Philipp III. von Spanien sehr geneigt. König Jakob I. schloss aber im März 1612 ein Bündnis mit der deutschen Protestantischen Union und entschied sich, Elisabeth einem führenden Vertreter der Union, dem calvinistischen Kurfürsten Friedrich V. von der Pfalz, zur Gemahlin zu geben, obwohl Elisabeths Mutter gegen diese Ehe war. Gleichzeitig suchte der englische Monarch aber auch gute Kontakte zu katholischen Mächten und stellte daher Überlegungen über eine mögliche Verheiratung seiner Söhne mit französischen oder spanischen Prinzessinnen an.
Kurfürst Friedrich V. war nahezu gleichaltrig mit seiner auserwählten Braut, mit der er seit März 1612 in Korrespondenz stand. Er entsandte als seine Bevollmächtigten zur Führung der Heiratsverhandlungen zunächst den Grafen Johann Albrecht von Solms und danach seinen Hofmeister Hans Meinhard von Schönberg nach London. Der Ehevertrag wurde am 16. Mai 1612 unterschrieben. Am folgenden 16. Oktober landete Friedrich V. selbst in England und konnte sich eines freundlichen Empfangs erfreuen. Elisabeth war ihrem Bräutigam sehr zugetan, musste aber damals den plötzlichen Tod ihres Lieblingsbruders Henry Frederick († 6. November 1612) erleben, den sie in den letzten Tagen seines Lebens nicht mehr hatte besuchen dürfen. Die Hochzeit von Friedrich V. und Elisabeth fand dann am 14. Februar 1613 in der königlichen Kapelle des Whitehall-Palasts zu London mit viel Pomp statt. Die anschließenden Feierlichkeiten, zu denen auch Maskenspiele und Turniere gehörten, waren außerordentlich umfangreich.
Die im Ehevertrag vorgesehene Mitgift Elisabeths in der Höhe von 40.000 Pfund zahlte ihr Vater Jakob I. im Verlauf der Jahre 1615–1618 an Friedrich V. Dieser wiederum übergab Elisabeth als Wittum unter anderem Neustadt an der Weinstraße. Falls sie Witwe würde, sollte sie in Frankenthal und Friedelsheim residieren. Darüber hinaus sagte der Kurfürst seiner Gemahlin ein jährliches Einkommen von 1500 Pfund sowie ein Wittum von 10.000 Pfund zu.
Am 26. April 1613 verließ Friedrich V. mit seiner frischangetrauten Gattin England per Schiff und wurde auf seiner Heimreise zunächst in den Niederlanden festlich empfangen. Er traf unter anderem in Den Haag seinen Onkel Moritz von Oranien, reiste dann mit Elisabeth nach Deutschland und wurde mit ihr gemeinsam bei der Ankunft in Heidelberg (17. Juni 1613) von der Bevölkerung jubelnd begrüßt.

## Nachkommen
Elisabeth und Friedrich V. bekamen insgesamt 13 Kinder:

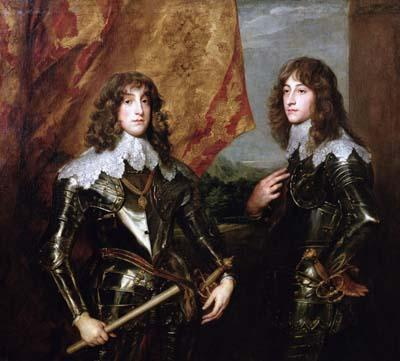
Karl Ludwig und Ruprecht (von Anthonis van Dyck, 1637)

1. Karl Ludwig und Ruprecht (von Anthonis van Dyck, 1637)Heinrich Friedrich (* 11. Januar 1614 in Heidelberg; † 17. Januar 1629 in der Nähe von Haarlem ertrunken, Grabstätte im St. Vinzent-Kloster oder in der Prinzenkirche in ’s-Gravenhage, Niederlande), Kurprinz von der Pfalz
2. Karl Ludwig (* 22. Dezember 1617 in Heidelberg; † 28. August 1680 bei Edingen), Kurprinz und nachmaliger Kurfürst von der Pfalz
3. Elisabeth (* 26. Dezember 1618 in Heidelberg; † 8. Februar 1680 im Stift Herford, Grabstätte im Herforder Münster, seit dem 30. April 1667 Äbtissin zu Herford (Westfalen))
4. Ruprecht (* 27. Dezember 1619 in Prag; † 29. November 1682 in London, Grabstätte in der Westminster-Abtei, London), seit 1643 Duke of Cumberland, britischer Admiral, Gouverneur von Windsor ⚭ morganatisch mit Lady Bellamont und später mit Margarete Hewes
5. Moritz (* 6. Januar 1621 in Küstrin; † September 1652, verschollen, wahrscheinlich bei einem Schiffbruch auf hoher See oder als Gefangener in Algier gestorben)
6. Louise Maria „Luise-Hollandine“ (* 18. April 1622 in Den Haag; † 11. Februar 1709 im Kloster Maubuisson, Grabstätte im Zisterzienserinnenkloster Maubuisson in Saint-Ouen-l’Aumône, Département Val-d’Oise, Frankreich), seit 1664 Äbtissin zu Maubuisson
7. Ludwig (* 31. August 1623 in Den Haag; † 24. Dezember 1623 ebd., Grabstätte im St. Vinzent-Kloster oder in der Prinzenkirche in ’s-Gravenhage, Niederlande)
8. Eduard (* 5. Oktober 1625 in Den Haag; † 13. März 1663 in Paris, Grabstätte in der Klosterkirche Val de Grace, Paris) ⚭ seit 1645 mit Anna Gonzaga (* 1616; † 6. Juli 1684), Prinzessin von Nevers, Mantua und Monferrat
9. Henriette Marie (* 17. Juli 1626 in Den Haag; † 18. September 1651 in Sárospatak, Grabstätte in der St. Michaels-Kirche, Karlsburg, heute Alba Iulia, Rumänien) ⚭ seit dem 16. Mai 1651 in Patak mit Sigismund II. Rákóczi (* 14. Juli 1622; † 4. Februar 1652 in Făgăraș, Grabstätte in der St. Michaels-Kirche, Karlsburg, heute Alba Iulia, Rumänien), Graf von Mongatsch
10. Philipp (* 16. September 1627 in Den Haag; 16. Dezember 1650 in der Schlacht bei Rethel gefallen, Grabstätte in der Pfarrkirche Saint Charles, Sedan), lothringischer Reiteroberst
11. Charlotte (* 19. Dezember 1628 in Den Haag; † 24. Januar 1631 in Den Haag, Grabstätte in der Hof- und Kollegiatskapelle, später französische Klosterkirche, Den Haag, Niederlande)
12. Sophie (* 14. Oktober 1630 in Den Haag; † 8. Juni 1714 in Herrenhausen, Grabstätte im Welfenmausoleum im Berggarten Herrenhausen in Hannover); ⚭ seit dem 17. Oktober 1658 in Heidelberg mit Ernst August, Kurfürst von Hannover
13. Gustav Adolf (* 14. Januar 1632 in Den Haag; † 9. Januar 1641, Grabstätte in der Hof- und Kollegiatskapelle, später französische Klosterkirche, Den Haag, Niederlande)

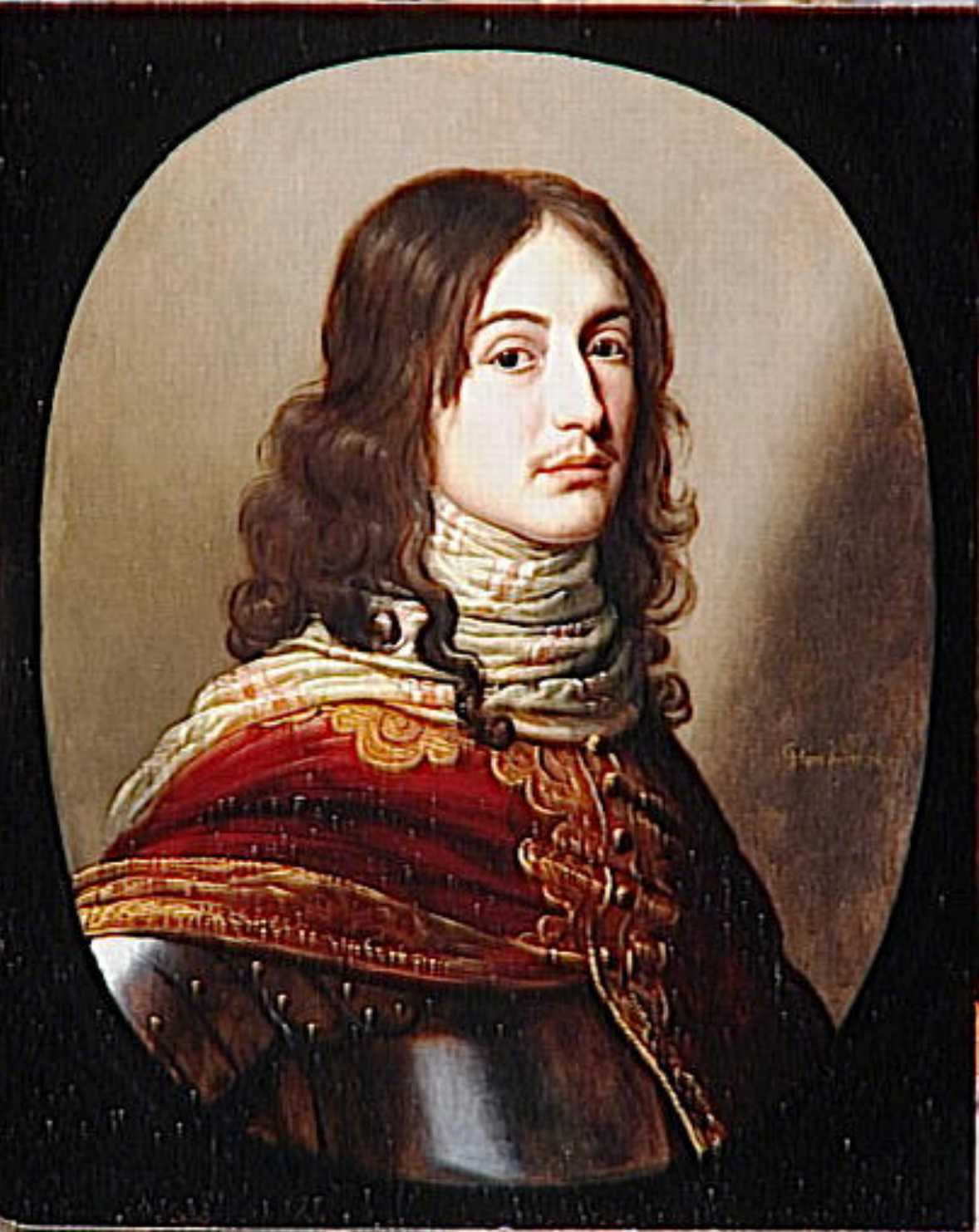
Moritz
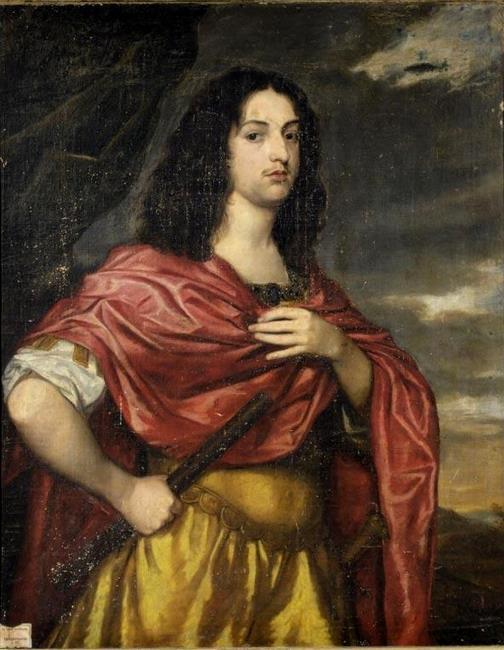
Eduard
Henriette Marie
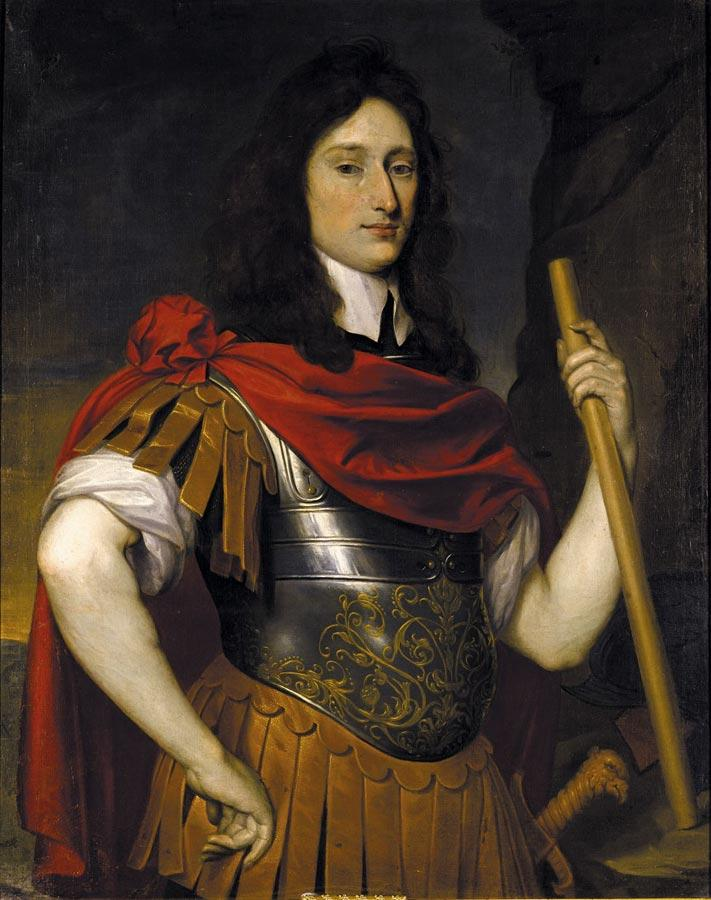
Philipp
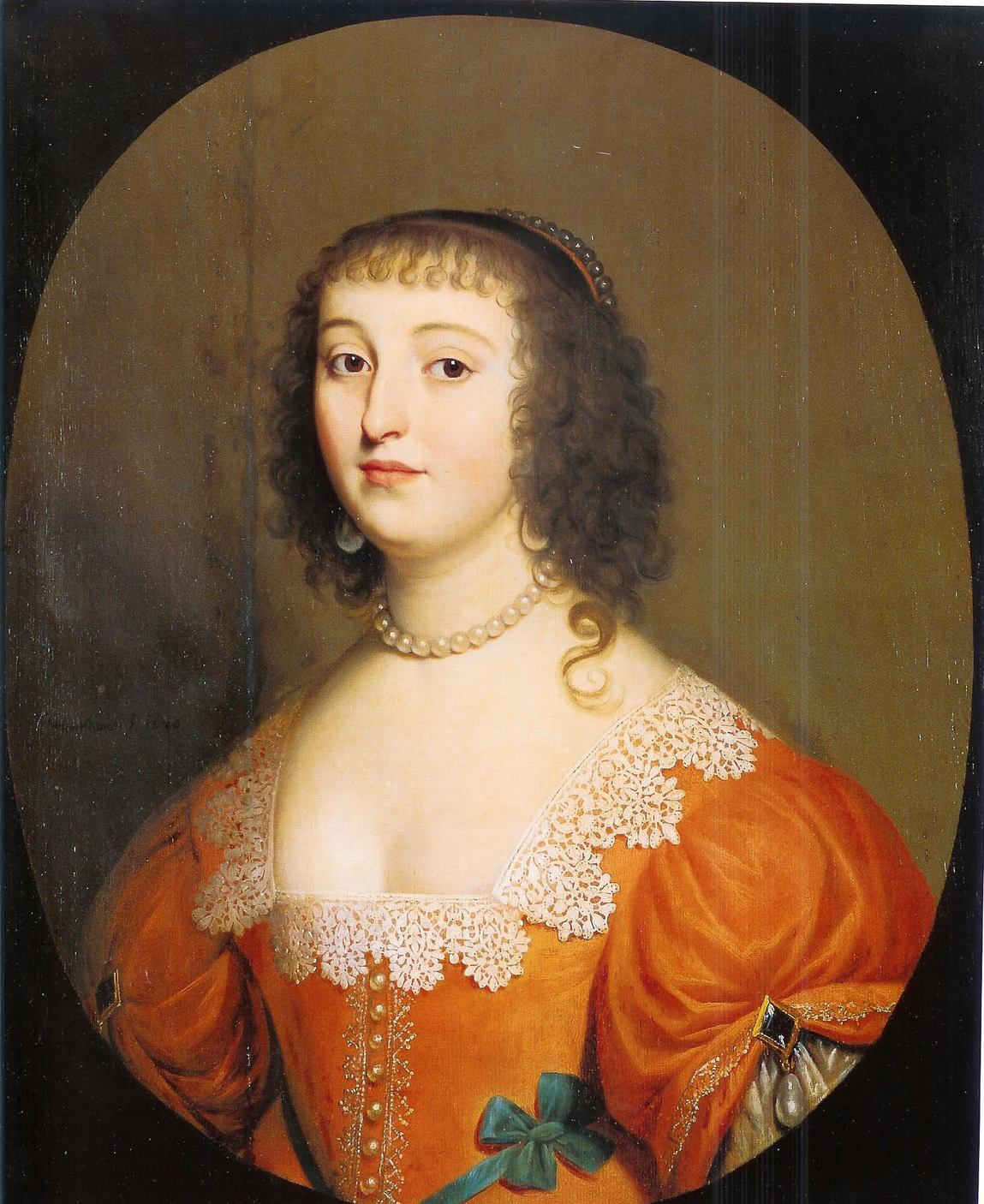
Elisabeth

## Kurfürstin von der Pfalz
Durch die Eheverbindung mit dem Haus Stuart hielt ein verfeinertes kulturelles Leben am Hof Friedrichs V. Einzug, der aufgrund des englischen Einflusses auch in vermehrtem Maß streng protestantischen und ritterlich-humanistischen Idealen verpflichtet war. Elisabeth brachte einen Hang zu Prunk- und Verschwendungssucht mit, den ihr Gemahl teilte. Das Kurfürstenpaar führte trotz ihrer aus rein politischen Gründen angebahnten Heirat lebenslang eine glückliche Ehe. Friedrich V. ließ für seine Gattin im Heidelberger Schloss einen eigenen „englischen Bau“ und eine Menagerie errichten sowie die Erbauung eines dem damaligen englischen Geschmack entsprechenden neuen Schlossgartens, des Hortus Palatinus, beginnen, mit dessen Anlage der mit Elisabeth in die Kurpfalz gereiste berühmte Gartenarchitekt Salomon de Caus betraut wurde.
Elisabeth bekam in ihren ersten fünf Ehejahren ihre ersten drei Kinder, frönte in dieser Zeit aber im Übrigen ihren luxuriösen, unbeschwerten Aktivitäten, die sie unter anderem mit ihrer englischen Rente finanzieren konnte. So beteiligte sie sich etwa an zahlreichen Festen, Banketten und Jagden. Ein derartiger Lebensstil war bisher am kurfürstlichen Hof unbekannt und fand bei ihren neuen Untertanen ebenso wenig Anklang wie ihre geringen Anstrengungen, gut Deutsch zu lernen. Dennoch wirkte sie durch ihren Charme und ihre Attraktivität äußerst gewinnend. Sie hatte ein großes Gefolge von fast 400 Personen mitgebracht, und Hans Meinhard von Schönberg musste häufig dafür Sorge tragen, dass es zwischen ihren englischen Dienern und dem Hofpersonal Friedrichs V. nicht allzu große Spannungen gab.
Die politische Stellung Friedrichs V., der sich als Führer der protestantischen Kräfte im Reich gegen den katholischen Habsburger-Kaiser sah, war durch seine Heirat mit einer Prinzessin königlichen Geblüts noch erhöht worden. Damit steigerten sich auch die ehrgeizigen Pläne seiner Berater, von denen insbesondere Christian I. von Anhalt-Bernburg häufig die Regierung für den bisweilen depressiven, zudem politisch unerfahrenen Kurfürsten führte.

## Königin von  Böhmen

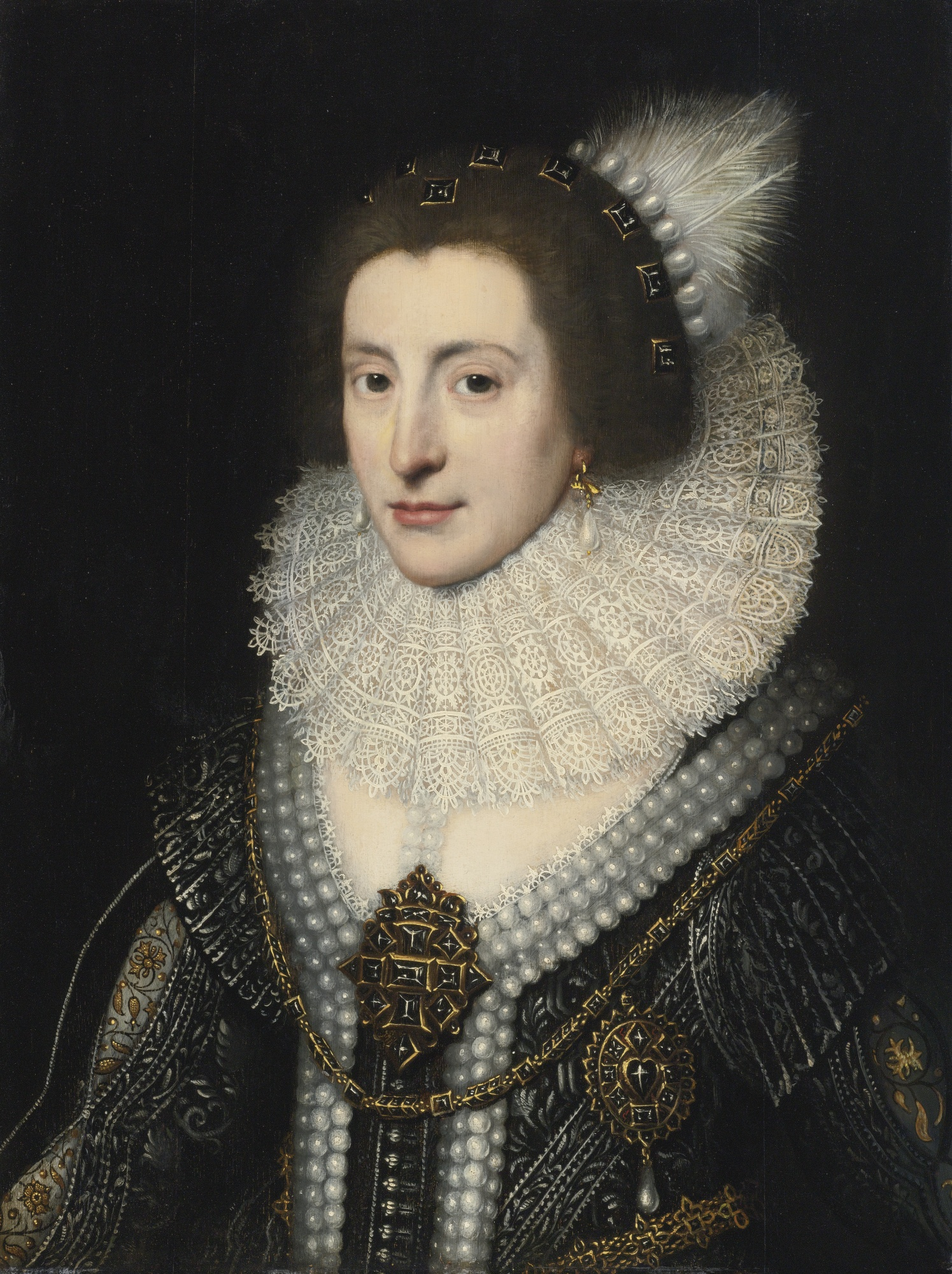
Elizabeth Stuart (um 1623)

Nach dem zweiten Prager Fenstersturz (23. Mai 1618), der den Beginn des Dreißigjährigen Krieges einleitete, unterstützte Friedrich V. zunächst nur versteckt die aufständischen böhmischen Protestanten gegen die Habsburger. Eine Heidelberger Kriegspartei, der Christian von Anhalt angehörte, wirkte aber bald dafür, dass ihr Kurfürst anstelle des Erzherzogs Ferdinand von Innerösterreich (des späteren Kaisers Ferdinand II.) zum böhmischen König gemacht würde. Nach dem Tod Kaiser Matthias’ (20. März 1619) beschlossen die böhmischen Landstände denn auch, Ferdinand abzusetzen (17. August) und den pfälzischen Kurfürsten zu ihrem neuen König zu wählen (26. August 1619). Nur zwei Tage danach wurde indessen Ferdinand seinerseits zum römisch-deutschen Kaiser gewählt.
Friedrich V. erbat sich Bedenkzeit, ob er die ihm angebotene Krone annehmen sollte. Mehrere protestantische Verbündete und auch Jakob I. von England rieten ihm strikt von diesem abenteuerlichen Plan ab. Elisabeth hingegen soll laut häufigen späteren Behauptungen ihren Gatten maßgeblich dazu ermuntert haben, seine Wahl zu akzeptieren, damit sie künftig eine ihrer königlichen Abstammung würdige Position einnehmen könne. Lässt sich diese Mutmaßung auch nicht belegen, so steht doch fest, dass sie ihn zumindest nicht davon abhielt und ihm schrieb, seiner Entscheidung bereitwillig zu folgen und notfalls ihre Diamanten und sonstigen Schätze zur Finanzierung dieses Unternehmens zu verpfänden. Der Kurfürst selbst gab an, für seinen letztlich gefassten weitreichenden Beschluss, seine Königswahl doch anzunehmen, seien religiöse Gründe ausschlagend gewesen; er sei einem von ihm vermeintlich gehörten Ruf Gottes gefolgt.
Im Oktober 1619 reisten Friedrich V., seine Gattin und zahlreiches Gefolge nach Prag, wo sie am 31. Oktober ankamen. Im dortigen Veitsdom wurde die mit ihrem vierten Kind, Ruprecht, hochschwangere Elisabeth drei Tage nach ihrem Mann am 7. November 1619 zur Königin von Böhmen gekrönt. Bald kam es aber zwischen der einheimischen Bevölkerung einerseits und dem neuen Königspaar sowie dessen Hofstaat andererseits auch zu Spannungen. So betätigte sich der eifernde calvinistische Hofprediger Friedrichs V., Abraham Scultetus, zur Empörung der Böhmen zu Weihnachten 1619 in Prager Kirchen als Bilderstürmer. Viele Böhmen fanden es auch nicht passend, dass ihr „Winterkönig“ vor seiner Gemahlin und deren Hofdamen nackt in der Moldau badete oder dass Elisabeth äußerst gewagte Kleider trug und Hunde und Affen in ihrer Umgebung hielt.
Inzwischen schloss Ferdinand II. im Oktober 1619 mit dem bayerischen Herzog Maximilian I. als Haupt der Katholischen Liga ein Bündnis und versprach diesem für militärische Unterstützung die Länder und Kurfürstenwürde Friedrichs V. Ferner verbündete sich der Kaiser mit dem lutherischen Kurfürsten Johann Georg von Sachsen, der als Belohnung die Lausitz erhalten sollte. Auch Spanien trat der Allianz unter der Bedingung bei, dass es die Unterpfalz angreifen durfte. Hingegen erhielt Friedrich V. von befreundeten protestantischen Ländern praktisch keine Unterstützung. Während der spanische Feldherr Spinola im August 1620 die fast ungeschützte Kurpfalz angriff, fielen die von Tilly angeführten Truppen Maximilians und jene Johann Georgs bald darauf in Böhmen ein. Im September bat Elisabeth ihren Bruder Karl brieflich dringend, dass er sich bei ihrem Vater Jakob I. für die Unterstützung Friedrichs V. einsetze.
Nach der verheerenden Niederlage in der am 8. November 1620 nahe Prag ausgetragenen Schlacht am Weißen Berg gegen die Truppen der katholischen Fürsten unter Tilly floh die erneut hochschwangere Elisabeth mit ihrem Gatten zunächst nach Breslau, von wo aus sie ihrem Vater schrieb, er solle Mitleid mit ihr haben, sie werde aber jedenfalls ihren Gatten nicht verlassen. In dieser schwierigen Situation zeigte sie große Selbstdisziplin und Mut. In der Weihnachtszeit 1620 fand sie in Küstrin Schutz, wo sie ihren Sohn Moritz gebar, aber mit ihrem Gefolge nur unzureichend mit Essen versorgt wurde. Nach der Ankunft ihres Gatten in Küstrin musste das geflohene Ehepaar weiter nach Berlin ziehen. Dort war es nicht sehr willkommen, doch wurde seinen Kindern am Hof des Kurfürsten Georg Wilhelm ein sicherer Zufluchtsort gewährt. So wohnte Elisabeths älteste Tochter, die gleich wie ihre Mutter hieß, in ihren ersten Lebensjahren in Berlin, wohin sie von ihrer Großmutter Luise Juliana gebracht worden war. Friedrich V., über den Kaiser Ferdinand II. am 29. Januar 1621 unter anderem wegen Landfriedensbruch die Reichsacht verhängte, und seine Gattin Elisabeth verließen hingegen bald Berlin und reisten über Wolfenbüttel in die Niederlande. Hier wurden sie vom Statthalter Moritz von Oranien, einem Halbbruder von Friedrichs Mutter, am 14. April 1621 in Den Haag ehrenvoll empfangen.

## Langes Exil in den Niederlanden

### Leben bis zum Tod Friedrichs V.

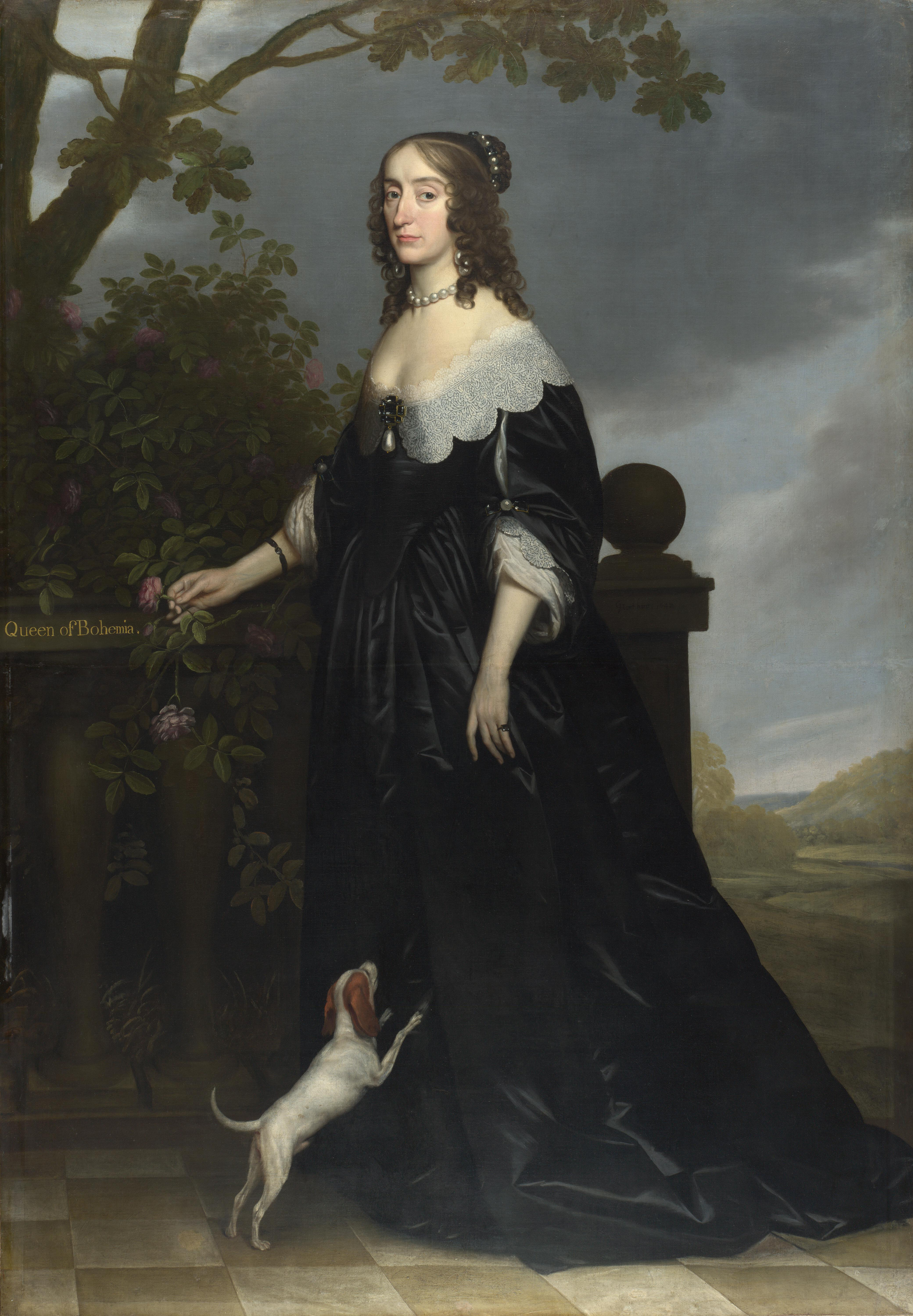
Elisabeth Stuart (Gemälde von Gerrit van Honthorst, 1642)

In den Niederlanden residierten Elisabeth und Friedrich V. nun in Den Haag, bekamen weitere acht Kinder und richteten bald eine Exilregierung ein. Wenigstens anfangs wurden sie von den Generalstaaten finanziell großzügig unterstützt. Aufgrund der ihnen überwiesenen niederländischen und englischen Unterstützungsgelder konnte sich das Fürstenpaar in den 1620er Jahren erlauben, weiterhin ein äußerst aufwendiges Leben zu führen. Elisabeth, die nun eine politisch wesentlich gewichtigere Rolle als zuvor spielte, ließ sich und ihre Familie von renommierten holländischen Malern wie Gerrit van Honthorst und Michiel Jansz van Mierevelt porträtieren und sandte einige dieser Gemälde an verschiedene ihrer Unterstützer.
Auf politischem Gebiet mussten Elisabeth und ihr Gemahl aber weitere große Rückschläge hinnehmen. Böhmen wurde katholisch, im April 1621 löste sich die Protestantische Union selbst auf, 1622–1623 verlor Friedrich V. seine pfälzischen Erblande vollständig an die Kaiserlichen, Spanier und Bayern, und am 23. Februar 1623 wurde seine Kurwürde durch Ferdinand II. auf Maximilian I. von Bayern übertragen. Die Hoffnungen des im Exil lebenden Paars ruhten maßgeblich auch auf englischer Hilfe. Elisabeth fand bei ihrem Vater jedoch eher diplomatische als militärische Unterstützung, von den Hilfsgeldern abgesehen, mit denen man die Aktionen des Söldnerführers Mansfeld bezahlte; vielmehr suchte Jakob I. intensiv einen Ausgleich mit Spanien, das die Kurpfalz besetzt hielt, denn sie stellte für die Spanier eine wichtige Etappe auf dem Landweg zu den spanischen Niederlanden und dem Schauplatz des Achtzigjährigen Krieges dar. Jakob I. schickte sogar seinen Sohn Karl nach Madrid, um für ein Bündnis sowie dessen Vermählung mit einer spanischen Prinzessin zu werben, was beides ohne Erfolg blieb. Elisabeth setzte sich bei ihren Verwandten stets energisch für die pfälzische Sache ein.
Elisabeths Hof in Den Haag entwickelte sich zu einem geistigen Mittelpunkt der protestantischen Gesellschaft. Sie entsprach dem Schönheitsideal der damaligen Zeit. So wurde sie anerkennend Pearl of Britain (deutsch: Perle Britanniens), Englands Rose und nicht zuletzt aufgrund ihres Charmes Queen of Hearts (deutsch: Königin der Herzen) genannt. Sie erhielt fast kultische Verehrung durch viele Bewunderer, etwa den englischen Diplomaten Sir Thomas Roe oder Feldherren, die für ihre Sache in Deutschland zu streiten bereit waren. So wurde sie in ritterlichem Sinn von ihrem Cousin angehimmelt, dem militärisch verwegenen, dabei aber auch zu Gewalttätigkeit neigenden jungen Herzog Christian von Braunschweig-Wolfenbüttel. Er soll einen Handschuh Elisabeths an seinem Helm befestigt und geschworen haben, diesen Handschuh erst dann wieder abzunehmen, wenn es ihm gelungen sei, den Gemahl seiner verehrten Dame wieder in dessen Reich einzusetzen. Außerdem habe er seine Truppen mit Feldzeichen ausgestattet, auf denen als Hinweis auf Elisabeth in französischer Sprache „Pour dieu et pour elle“ (d. h. „Für Gott und für sie“) eingestickt gewesen sei. Militärisch aber gelang es auch ihm nicht, mit seiner Söldnerarmee die Kurpfalz für Friedrich V. wiederzugewinnen. 1626 starb er im Alter von nur 26 Jahren an hohem Fieber.
Nachdem Elisabeths Bruder Karl und der Herzog von Buckingham von ihrer 1623 unternommenen vergeblichen Brautreise nach Madrid enttäuscht zurückgekehrt waren, drängten sie König Jakob I. zu einer antispanischen Kriegspolitik. Dies schien die Aussichten Friedrichs V. in seiner pfälzischen Sache zu verbessern. Elisabeth setzte nun Erwartungen auf die Hilfe Karls. Doch nach dem Tod ihres Vaters (27. März 1625) und der Thronbesteigung ihres Bruders als Karl I. sah sie die Kriegsstrategie bald gescheitert. Ihr Berater und Bevollmächtigter in London, Johann Joachim von Rusdorf, machte dafür den Herzog von Buckingham verantwortlich, der wiederum in Elisabeths niederländischem Hof einen Gegner seiner Politik sah. Friedrich V. und seine Gemahlin wehrten sodann den Vorschlag des im November 1625 nach Den Haag gereisten Herzogs ab, seine Tochter zur Gemahlin von einem Sohn Elisabeths zu machen. Die am 23. August 1628 erfolgte Ermordung Buckinghams bedauerte Elisabeth nicht.

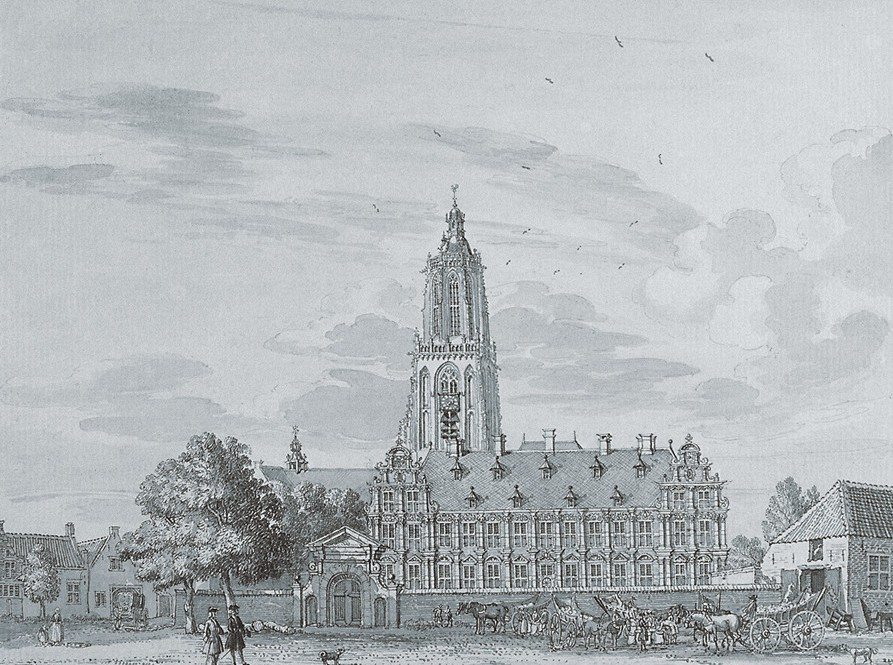
Palais des Winterkönigs in Rhenen (Niederlande), vollendet 1631

Auch der militärische Einfall des dänischen Königs Christian IV. ins Reich zugunsten der deutschen Protestanten half den Rückkehrplänen Friedrichs V. nicht. In der Schlacht bei Lutter wurde der Dänenkönig 1626 von Tilly völlig geschlagen und schloss schließlich 1629 den Lübecker Frieden. Elisabeth war verärgert, dass ihr Bruder Karl 1630 den Krieg gegen Spanien beendete, ohne dabei die Ansprüche Friedrichs V. zu berücksichtigen. Sie genoss aber in England weiterhin große Sympathien, insbesondere bei strengen Protestanten. Das Ertrinken ihres ältesten Sohnes Heinrich Friedrich (1629) und der frühe Tod ihres erst zweijährigen Töchterchens Charlotte (1631) bereiteten ihr weiteren Kummer. 1629–31 ließ sie sich mit ihrem Gatten ein Palais in Rhenen erbauen, wo der Exkönig gerne auf die Jagd ging; im Königspalais empfing sie viele englische Besucher; über ihre Tochter Sophie fiel der Bau später an das Haus Hannover, wurde jedoch 1812 abgerissen.
Die Siege des Schwedenkönigs Gustav II. Adolf 1631 weckten in Friedrich V. neue Hoffnungen. Briefliche Bitten Elisabeths an ihren Bruder, sich mit dem Schweden zu verbünden und für die Interessen der pfälzischen Dynastie militärisch in Deutschland einzugreifen, blieben letztlich erfolglos. Friedrich V. schloss sich dem schwedischen Eroberer an, in dessen Plänen aber seine Wiedereinsetzung in der Pfalz nur eine zweitrangige Rolle spielte. Kurz nachdem Gustav Adolf in der Schlacht bei Lützen (16. November 1632) gefallen war, verstarb der darüber maßlos enttäuschte Friedrich V. am 29. November 1632 in Mainz aufgrund eines pestilenten Fiebers, wahrscheinlich der Pest. Seine Gattin Elisabeth war über seinen Tod erschüttert und schrieb ihrem königlichen Bruder, dass sie sich zum ersten Mal in ihrem Leben gefürchtet habe und drei Tage nicht habe essen und schlafen können. Sie lehnte aber ein Rückkehrangebot Karls nach England ab, da dies einer Aufgabe ihrer Ansprüche und jener ihrer Kinder auf die Rückerstattung der Kurpfalz bedeutet hätte.

### Witwenzeit
Elisabeth erhielt nun die bisher ihrem Gatten zugestandenen Zahlungen von Seiten der Generalstaaten und frönte weiterhin bisweilen der Jagd und dem Reiten. Vor allem aber setzte sie sich in den nächsten Jahren für das Los ihrer Kinder ein. So sammelte sie mit Wilhelm von Hessen im Juli 1633 ein kleines Heer, um die Pfalz zu besetzen, und sie bemühte sich auf ihren Bruder Karl I. einzuwirken, dass er seinen Einfluss zugunsten ihres ältesten lebenden Sohnes und Erben der Pfalz, Karl Ludwig, geltend machte. Der König unternahm aber keine entscheidenden Schritte im Sinne ihres Anliegens; ihre Beziehungen zum englischen Hof waren in den 1630er Jahren vielmehr recht gespannt. Nachdem Dudley Carleton, 1. Viscount Dorchester, ein guter, einflussreicher Freund Elisabeths und seit Ende 1628 Secretary of State, am 15. Februar 1632 verstorben war, fungierte Sir Thomas Roe als Elisabeths engster bedeutender Vertrauter in England, wenn er auch kein Hofamt bekleidete. Sie unterhielt zwar auch zu manchen anderen wichtigen Politikern ihres Heimatlandes freundschaftliche Beziehungen, doch hatte sie nur sehr vereinzelt wirklich glühende Anhänger am englischen Hof wie Georg Rodolf Weckherlin. Der offizielle Vertreter Elisabeths in ihrem Heimatland, Sir Francis Nethersole, verhielt sich nicht sehr diplomatisch und schadete mit diesem Benehmen ihren pfälzischen Interessen. Als er Ende 1633 Karl I. brieflich beschuldigte, dass diesem die politischen Wünsche Elisabeths gleichgültig seien, ließ der verstimmte König Nethersole gefangen setzen und Elisabeth musste nun ihren Vertrauten entlassen.
Die Wiedereroberung der Pfalz durch die Kaiserlichen und der Prager Frieden (30. Mai 1635) machten die Hoffnungen Karl Ludwigs zunichte, der auf Rat seiner Mutter Elisabeth und bald gefolgt von seinem jüngeren Bruder Ruprecht nach London reiste, um die Hilfe Karls I. zu erbitten. Dieser wollte seine Neffen aber nicht militärisch, sondern nur auf dem Weg über Verhandlungen unterstützen. Als sich die Brüder später entschlossen, dennoch mit Waffengewalt die Wiedereroberung ihres Erbes zu versuchen, wurden sie nach einer vergeblichen Belagerung von Lemgo im Oktober 1638 bei Gohfeld geschlagen, wonach Karl Ludwig entkommen konnte, während Ruprecht in Gefangenschaft Kaiser Ferdinands III. geriet und erst 1641 freikam. Karl Ludwig wurde wiederum bei einer Reise durch Frankreich im Oktober 1639 auf Befehl Richelieus verhaftet und bis August 1640 interniert. Dies bestärkte Elisabeth in ihrer Ablehnung einer ihr früher von ihrem Berater Rusdorf empfohlenen engeren Zusammenarbeit mit Frankreich.
Nach dem Ausbruch des englischen Bürgerkriegs zwischen Anhängern Karls I. und jenen des Parlaments (1642) wurde die jährliche englische Rente für Elisabeth in der Höhe von 12.000 Pfund eingestellt. Ihre finanzielle Lage wurde mit der Zeit immer kritischer und sie hing zunehmend vom guten Willen holländischer Darlehensgeber, meist Kaufherren, ab. Ihr enger dauerhafter Freund Lord William Craven, der erstmals 1632 nach Den Haag gekommen war, unterstützte sie oft in ihrer Not. Dass er ihr Geliebter oder heimlicher Ehemann gewesen sei, scheint nicht auf Wahrheit zu beruhen; er dürfte sie vielmehr nur stets aufrichtig und teilnahmsvoll verehrt haben. Nach dem Ende des Bürgerkriegs wurde sein Besitz wegen seiner Unterstützung Karls I. konfisziert. Von Elisabeths Söhnen kämpften Ruprecht und Moritz im Bürgerkrieg für ihren Oheim König Karl I., während Karl Ludwig eher zur Partei des Parlaments hinneigte. Elisabeth selbst scheint dabei eher die Ansicht Ruprechts und Moritz’ geteilt zu haben, wandte sich aber dennoch mehrmals mit Bitten um weitere Geldüberweisungen an das englische Parlament. Nach der Hinrichtung Karls I. (30. Januar 1649) betrauerte Elisabeth diesen sehr, brach alle Kontakte mit dessen Gegnern ab und hasste nun den später zum Lordprotektor ernannten Oliver Cromwell. Großen Halt bekam sie hierbei durch ihre Nichte Maria Henrietta Stuart, die seit 1649 Fürstin von Oranien war und zu der sie eine zeitlebens andauernde, enge Bindung aufbaute.
In ihren letzten 15 Lebensjahren verschlechterte sich Elisabeths Verhältnis zu den meisten ihrer Kinder. Ihre jüngste Tochter Sophie behauptete später, dass Elisabeth keine kleinen Kinder gemocht und diesen die Gesellschaft ihrer Hunde und Affen vorgezogen habe; daher habe sie ihre Töchter in Leiden erziehen lassen, bis sie erwachsen waren. Karl Ludwig erhielt nach dem Westfälischen Frieden (1648), der den Dreißigjährigen Krieg beendete, einen Teil seiner pfälzischen Erblande, nämlich die rheinische Pfalz zurück, wo er nun residierte; außerdem wurde für ihn eine achte Kur geschaffen. Elisabeth wurde vom Kaiser ein Wittum von 20.000 Talern versprochen. Doch Streitigkeiten zwischen Karl Ludwig und seiner Mutter führten dazu, dass diese nicht wie beabsichtigt in die Pfalz kam, sondern weiterhin in den Niederlanden wohnte. Elisabeth erhielt von Karl Ludwig nur eine jährliche finanzielle Unterstützung von 6000 Talern und nach dem Niedergang des Hauses Oranien blieben seit 1650 auch die bisherigen Geldleistungen der holländischen Generalstaaten aus. Sie musste daher mit der ihr noch verbliebenen Familie in relativer Armut leben und konnte sich ihrer Gläubiger nur schwer erwehren.
Als lebenslang strenggläubige Protestantin schmerzte es Elisabeth sehr, dass ihr Sohn Eduard 1645 zum Katholizismus übertrat. 1646 ermordete ihr Sohn Philipp in Den Haag den französischen Edelmann Jacques d’Espinay, der angeblich Elisabeths Geliebter gewesen war. Diese Tat zog Philipp den tiefen Groll seiner Mutter zu, und er floh aus den Generalstaaten. Der Mord führte aber auch dazu, dass sich Elisabeths gleichnamige älteste Tochter, die später Äbtissin von Herford wurde, mit ihrer Mutter überwarf. Sophie wiederum rang, nachdem ihre geplante Verheiratung mit dem späteren englischen König Karl II. nicht zustande gekommen war, ihrer widerstrebenden Mutter Elisabeth 1650 die Erlaubnis ab, deren Haushalt verlassen und an den Hof ihres Bruders Karl Ludwig ziehen zu dürfen; ihre Schwester Elisabeth tat desgleichen. Der Bruder Moritz, der in seiner letzten Lebenszeit Piraterie trieb, blieb 1652 nach einem Schiffbruch verschollen. Luise Hollandine, die als letztes ihrer Geschwister noch bei ihrer Mutter gelebt hatte, verließ diese Ende 1657 heimlich und fluchtartig, begab sich nach Frankreich und wurde wie ihr Bruder Eduard Katholikin. Die davon schmerzlich bewegte Elisabeth verzieh ihrer Tochter dieses Verhalten nie. Ruprecht war in Elisabeths späteren Lebensjahren ihr Lieblingssohn.

## Rückkehr nach England und Tod
Nachdem das Haus der Stuarts mit der Thronbesteigung von Elisabeths Neffen Karl II. (Mai 1660) wieder in England an die Macht gekommen war, plante Elisabeth ihre Rückkehr in ihr Heimatland. Diese verzögerte sich aber aufgrund ihrer Schulden, und sie wartete auch vergeblich auf eine Einladung Karls II. Das englische Parlament bewilligte ihr in der zweiten Hälfte des Jahres 1660 insgesamt 20.000 Pfund zur Bezahlung ihrer Schulden, doch erhielt sie dieses Geld nicht überwiesen. Schließlich stimmten ihre holländischen Gläubiger ihrer Abreise doch zu, weil sie wahrscheinlich glaubten, dass Elisabeth so die ihr zugestandenen 20.000 Pfund schneller ausgezahlt bekommen und sie damit ihre Schulden begleichen würde. Trotz Versuchen Karls II., sie an der Rückkehr zu hindern, verließ sie ihr Gastgeberland, die Niederlande, nach 40-jährigem Aufenthalt und betrat nach einer Schiffsreise Ende Mai 1661 wieder englischen Boden. Dort wurde sie nicht offiziell empfangen.
Elisabeth erfreute sich indessen wieder der Freundschaft Lord Cravens, der ihr sein Haus mit schönen Gärten in Drury Lane in London als Wohnsitz zur Verfügung stellte. Karl II. gewährte ihr eine Rente und versprach, dass das Parlament möglichst ihre Gläubiger befriedigen würde. Ihr Sohn Ruprecht behandelte sie sehr liebevoll. Sie zog am 8. Februar 1662 in ein eigenes Domizil um, Leicester House in Leicester Fields, starb dort aber bereits fünf Tage später am 13. Februar im Alter von 65 Jahren in Gegenwart Ruprechts wohl an Bronchitis. Ihr Tod blieb nahezu unbeachtet, nur ihr Begräbnis am 17. Februar 1662 in der Westminster Abbey wurde pompös gestaltet. In ihrem Testament ernannte sie ihren ältesten lebenden Sohn zum Erben, vermachte aber den ihr verbliebenen Schmuck ihrem Lieblingssohn Ruprecht und ihre Papiere und Familienporträts Lord Craven, der diese in der von ihm erworbenen Combe Abbey aufbewahrte.

## Stammmutter der späteren britischen Könige
Aufgrund des 1701 vom englischen Parlament erlassenen Act of Settlement wurde Elisabeths jüngste Tochter Sophie, als einzige zu diesem Zeitpunkt protestantische Nachfahrin der Könige von England und Schottland nach der Thronfolgerin Anne Stuart, zur Thronerbin dieser Länder bestimmt. Sophias Sohn Kurfürst Georg I. von Hannover bestieg daraufhin im Jahr 1714 den britischen Thron. Elisabeth Stuart wurde dadurch zur Stammmutter sämtlicher Monarchen Großbritanniens. Sie war auch gemeinsame Vorfahrin von Marie Antoinette (Sosa-Stradonitz-Ahnennummer 45) und von Ludwig XVI (Ahnennummer 125).